# Baramati
Baramati ist eine Stadt im indischen Bundesstaat Maharashtra. Die Stadt liegt ca. 100 km von der Millionenstadt Pune entfernt.
Die Stadt ist Teil des Distrikts Pune. Baramati hat den Status eines Municipal Council. Die Stadt ist in 25 Wards gegliedert. Sie hatte am Stichtag der Volkszählung 2011 insgesamt 54.415 Einwohner, von denen 27.643 Männer und 26.772 Frauen waren. Hindus bilden mit einem Anteil von über 76 % die größte Gruppe der Bevölkerung in der Stadt gefolgt von Muslime mit über 13 %. Die Alphabetisierungsrate lag 2011 bei 90,32 % und damit deutlich über dem nationalen Durchschnitt.
Baramati ist gut über die Straße mit den wichtigsten Städten des Staates verbunden. Die Stadt ist 100 km von Pune entfernt. Sie ist mit ihr über das Straßennetz und den wichtigsten Autobahnen verbunden. Baramati ist auch mit dem Schienennetz nach Pune über einen eigenen Bahnhof verbunden. Baramati hat einen Flughafen (Baramati Airport), der derzeit eine Flugschule beherbergt.
Die Branchen in Baramati variieren von Textilien über Milchprodukte bis hin zu Lebensmitteln. Ebenso gibt es viele ausländische Unternehmen, die sich hier angesiedelt haben, da die bedeutende Industriestadt Pune von hier aus zu erreichen ist.

## Söhne und Töchter der Stadt
- Nathuram Godse (1910–1949), Nationalist und Attentäter
- C. Kumar N. Patel (* 1938), Physiker
- Sharad Pawar (* 1940), Politiker